# Euphorbia herrei
Euphorbia herrei es una especie fanerógama perteneciente a la familia de las euforbiáceas.  Es originaria del sur de África.

## Descripción
Es un pequeño arbusto perennifolio y suculento que alcanza un tamaño de 0,05 a 0,12 m de altura a una altitud de 10 a 125 metros en Namibia y la Provincia del Cabo. 

## Taxonomía
Euphorbia herrei fue descrita por A.C.White, R.A.Dyer & B.Sloane y publicado en Succ. Euphorb.: 962 . 1941.
Etimología
Euphorbia: nombre genérico que deriva del médico griego del rey Juba II de Mauritania (52 a 50 a. C. - 23), Euphorbus, en su honor – o en alusión a su gran vientre –  ya que usaba médicamente Euphorbia resinifera. En 1753 Carlos Linneo asignó el nombre a todo el género.
herrei: epíteto otorgado  en honor del  botánico alemán Adolar Gottlieb Julius Herre (1895-1979) conservador del Jardín Botánico de la Universidad de Stellenbosch.
Sinonimia
- Tirucalia herrei (A.C.White, R.A.Dyer & B.Sloane) P.V.Heath	[5][6]